# Lianus
Lianus är ett släkte av steklar. Lianus ingår i familjen bracksteklar.
Kladogram enligt Catalogue of Life:
| Lianus | \| \| Lianus brasiliensis \| \| \| \| \| \| Lianus flavus \| \| \| \| |
|        | \| \| Lianus brasiliensis \| \| \| \| \| \| Lianus flavus \| \| \| \| |
|        | Lianus brasiliensis                                                   |
|        |                                                                       |
|        | Lianus flavus                                                         |
|        |                                                                       |